# Chiltonia enderbyensis
Chiltonia enderbyensis är en kräftdjursart som beskrevs av Hurley 1954. Chiltonia enderbyensis ingår i släktet Chiltonia och familjen Hyalidae. Inga underarter finns listade i Catalogue of Life.